# Bert Koenders
Albert Gerard "Bert" Koenders (phát âm tiếng Hà Lan: [ˈɑlbərt ˈɣɪːrɑrt bɛrt ˈkundərs], sinh ngày 28 tháng 5 năm 1958) là một chính trị gia và nhà ngoại giao Hà Lan, một thành viên của Công đảng. Ông là Bộ trưởng Ngoại giao Hà Lan từ ngày 17 tháng 10 năm 2014.
Koenders nghiên cứu khoa học chính trị và quan hệ quốc tế. Ông là thành viên Hạ viện (1997-2007), Bộ trưởng Hợp tác Phát triển (2007-2010), Đại diện Đặc biệt của Đại hội đồng LHQ kiêm Trưởng ban Điều hành Liên hợp quốc tại Bờ Biển Ngà (2011-2013) Và Đại diện đặc biệt của Tổng thư ký LHQ và Trưởng Phái đoàn Ổn định Tích hợp Đa năng của Liên hợp quốc tại Mali (2013-2014). Koenders thành lập Mạng lưới Quốc hội của Ngân hàng Thế giới / Quỹ Tiền tệ Quốc tế và đã từng giữ chức Chủ tịch Tổ chức Nghị viện Tổ chức Hiệp ước Bắc Đại Tây Dương và là người lãnh đạo của Nhóm Xã hội Chủ nghĩa.

## Tiểu sử
Albert Gerard Koenders sinh ngày 28 tháng 5 năm 1958 ở Arnhem ở Gelderland, nơi ông lớn lên trong môi trường Cải cách Kháng cách. Ông là một thám tử. [2] Ông đã học tại trường trung học Carolus Clusius College ở Zwolle, nơi ông đã hoàn thành chương trình tiền đại học.
Koenders nghiên cứu khoa học chính trị tại Đại học Tự do Amsterdam (ông đã thi làm ứng viên vào năm 1978) và khoa học chính trị và xã hội (quan hệ quốc tế và kinh tế) tại Đại học Amsterdam (tốt nghiệp năm 1983) Ông nhận bằng Thạc sĩ Văn chương của mình tại Đại học Johns Hopkins, nơi ông nghiên cứu tại Trường Nghiên cứu Quốc tế Nâng cao ở Bologna và Washington từ năm 1979 đến năm 1981.
Koenders không kết hôn.

## Sự nghiệp
Koenders phụ tá giáo sư tại Đại học Webster ở Leiden từ năm 1987 đến năm 1993. Năm 2002, ông là giáo sư thỉnh giảng tại Đại học Johns Hopkins ở Bologna giảng dạy về công tác phòng ngừa và quản lý xung đột và tái thiết sau xung đột.
Từ năm 1983 đến năm 1993, Koenders làm trợ lý cho Đảng Lao động trong Hạ viện. Ông từng là cố vấn cho Hoạt động của Liên hợp quốc tại Mozambique đầu những năm 90, công việc đầu tiên của ông ở bên ngoài Hà Lan. Từ 1995 đến 1997, ông làm việc trong văn phòng riêng của Hans van den Broek, người sau đó là ủy viên châu Âu của Hà Lan và đã chia sẻ trách nhiệm về chính sách đối ngoại. Trong thời gian đó, một trong những nhiệm vụ của ông là xác định năng lực của EU đối với chính sách đối ngoại.